# Dyżurna służba operacyjna
Dyżurna służba operacyjna – całodobowa służba w punktach dowodzenia (dowództwach). Jej zadaniem jest alarmowanie i ostrzeganie wojsk, zbieranie danych o sytuacji i przedstawianie meldunków przełożonym, a także przekazywanie doraźnych rozkazów i zarządzeń wojskom. W czasie nieobecności przełożonych w dowództwie dyżurna służba operacyjna kieruje przechodzeniem wojsk w wyższy stan gotowości bojowej, innymi doraźnymi akcjami oraz wykonywaniem otrzymanych od wyższych przełożonych (w tym od dyżurnej służby operacyjnej wyższego szczebla) rozkazów i zarządzeń wymagających niezwłocznej realizacji.